# Dicranomyia eudorae
Dicranomyia eudorae är en tvåvingeart som först beskrevs av Alexander 1913.  Dicranomyia eudorae ingår i släktet Dicranomyia och familjen småharkrankar.
Artens utbredningsområde är Peru. Inga underarter finns listade i Catalogue of Life.